# Vencelas Dabaya
Vencelas Dabaya (n. 28 aprilie 1981, Kumba, Provincia de Sud-Vest, Camerun, Camerun) este un halterofil ce a reprezentat Franța, medaliat olimpic. A participat la 3 ediții ale Jocurilor Olimpice (2004, 2008, 2012) în care a câștigat o medalie de argint.